# Église Sainte-Hélène des Istres
L'église Sainte-Hélène des Istres est une église située sur le territoire de la commune des Istres-et-Bury. L'église Sainte-Hélène est l'ancienne église paroissiale des Istres. Considérée comme l'une des plus belles églises romanes de la Marne, elle est actuellement « très abîmée » et désaffectée. Elle se situe dans le hameau des Istres, rue de l'église, et est entourée au nord et à l'ouest par des champs. L'édifice est l'une des rares églises champenoises placées sous le vocable de sainte Hélène. Ce nom lui vient de l'abbaye d'Hautvillers, dont elle dépendait et qui possédait les reliques de la sainte depuis le IXe siècle. Sainte-Hélène des Istres est classée monument historique depuis le 14 mars 1927.

## Architecture et historique

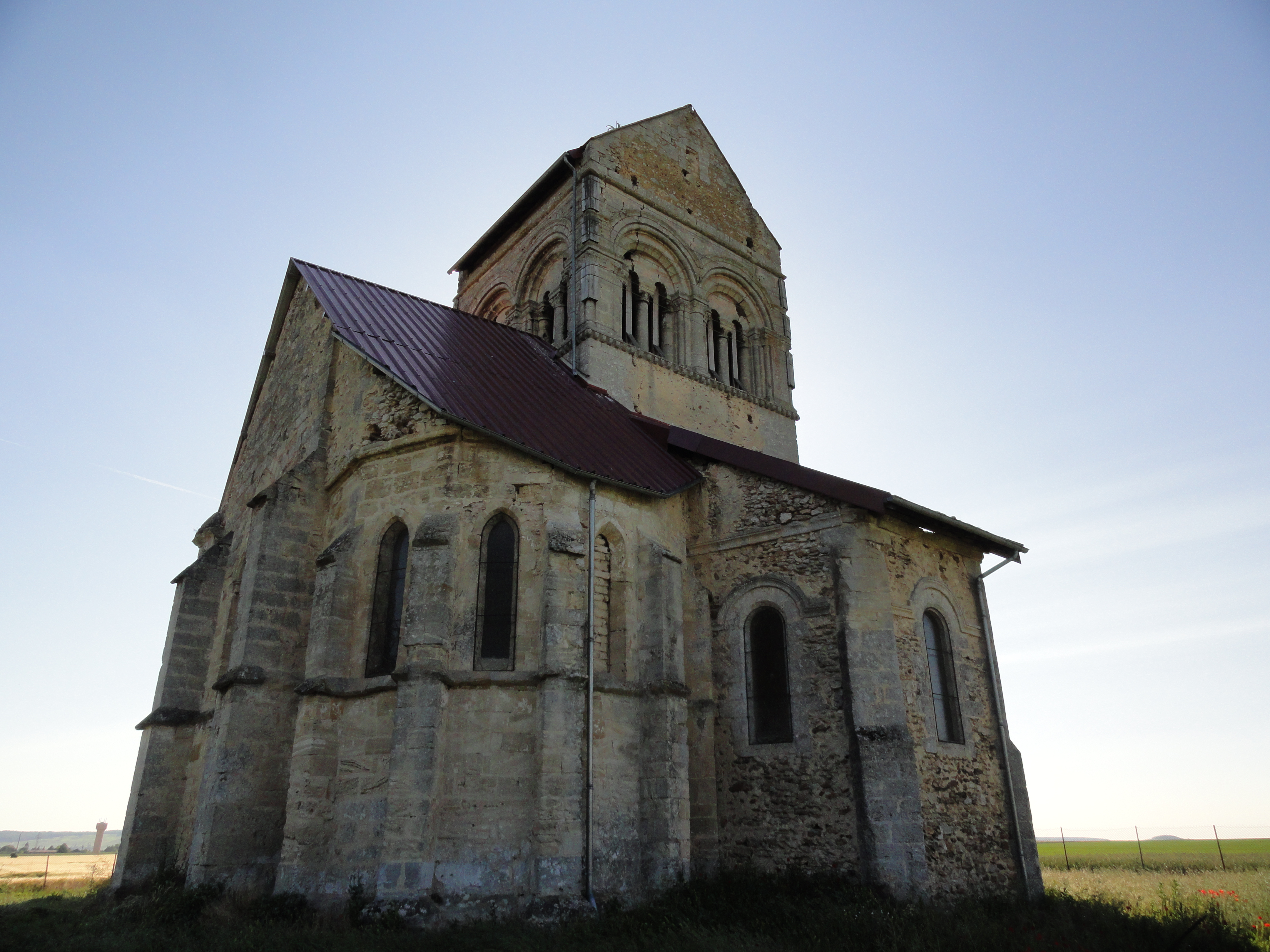
Chevet de l'église.

L'église associe une partie romane et une gothique datant d'époques différentes. La construction de l'église romane remonte probablement aux années 1150-1160. Elle se compose alors de trois vaisseaux, d'une abside polygonale et d'un chœur carré surmonté d'une tour. La présence d'un transept n'est en revanche pas certaine.  L'édifice est sur deux niveaux, celui du bas comprend de grandes arcades. Ses uniques décorations extérieures, en dehors du clocher, sont la moulure ornant le portail et une frise en damier. Le clocher est en effet la partie la plus « soignée » de l'église avec ses arcades géminées. À l'intérieur, les chapiteaux du chœur et du clocher sont décorés de motifs végétaux, excepté un, orné de deux masques. La nef est alors recouverte d'une charpente, la travée de chœur d'une voûte sur croisée d'ogives à gros tores et l'abside d'un cul de four. L'ensemble roman est construit dans un blocage de mortier et de pierre de Faloise, un roche grise locale provenant probablement du lieu-dit « La Faloise », à Vertus. Des adjonctions gothiques sont effectuées, en pierre de taille de Savonnières, vraisemblablement au début du XIIIe siècle. Apparaît alors un transept auquel se sont greffées une chapelle polygonale ainsi qu'une petite tour d'escalier. Des fragments de fresques ont été retrouvés dans cette chapelle Notre-Dame, où se trouvaient des fonts baptismaux aux XVIIe et XVIIIe siècles.
En 1740, les villageois, qui s'occupent de son entretien, détruisent le bas-côté sud, en mauvais état, et remplient les vides des arcades de ce côté. Dans les années 1750, c'est au tour du bas-côté nord d'être démoli puis à la chapelle saint Claude, bras nord du transept. Jusqu'en 1999, l'édifice n'a subi que peu de modifications et a ainsi conservé son aspect de la deuxième moitié du XVIIIe siècle. Cependant, la tempête de 1999 a soufflé la toiture de l'église. Elle est aujourd'hui remplacée par une couverture en « bacacier ». Pour empêcher un effondrement du clocher, celui-ci est ceinturé. Par ailleurs, des travaux de menuiserie et le remplacement de vitres ont été entrepris. Depuis la réalisation de ces travaux, le public peut accéder à l'édifice, après une demande en mairie.